# Енергоефективність
Енергоефективність — ефективне (розсудливе, доцільне) використання енергетичних запасів. Це застосування меншої кількості енергії для підтримання того ж рівня енергетичного забезпечення будівель або технологічних процесів на виробництві. Ця галузь знань перебуває на стику інженерії, економіки, юриспруденції і соціології.
На відміну від енергозбереження (заощадження, збереження енергії), головним чином спрямованого на зменшення енергоспоживання, енергоефективність (корисність енергоспоживання) — доцільне (ефективне) витрачання енергії.
Для населення— це значне скорочення комунальних витрат, для країни — заощадження ресурсів, підвищення продуктивності промисловості і конкурентоздатності, для довкілля — обмеження викиду парникових газів в атмосферу, для енергетичних компаній — зниження витрат на паливо і необґрунтованих витрат на будівництво.
Для оцінки енергоефективності: випуску продукції або технологічного процесу, використовується «показник енергетичної ефективності», який оцінює споживання або втрати енергетичних запасів.
Енергоефективні технології можуть застосовуватися в освітленні (наприклад, енергоощадні: світлодіодні, натрієві, металгалогенові лампи; світильники на сонячних батареях; плазмові світильники на основі сірки), в опаленні (інфрачервоне опалення, теплові насоси, інверторні кондиціонери, теплоізоляційні матеріали).

## Основні показники енергоефективності будівельних матеріалів та конструкцій[3]
Найважливішими показниками енергоефективності у будівництві є три характеристики:
1. Коефіцієнт теплопровідності λ, одиниці виміру Вт/(м∙К).Сутність коефіцієнту теплопровідності λ

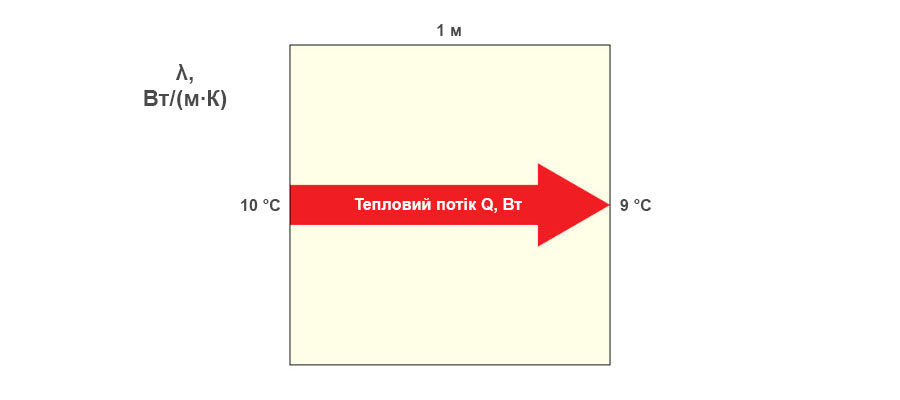
Сутність коефіцієнту теплопровідності λ

2. Приведений опір теплопередачі R, одиниці виміру (м2∙К)/Вт.
3. Коефіцієнт теплопередачі U, одиниці виміру Вт/(м2∙К).Сутність опору теплопередачі R та коефіцієнту теплопередачі U

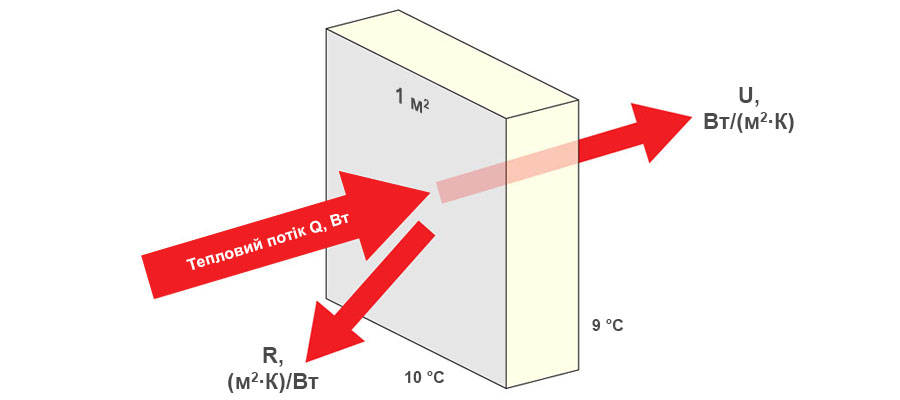
Сутність опору теплопередачі R та коефіцієнту теплопередачі U

Коефіцієнт λ є характеристикою матеріалу, а R та U залежать від λ і характеризують властивості будівельних конструкцій.

## Енергоефективність усвіті
Докладніше: Енергетика, Будівельна ізоляція
З початком 1970-х років, багато країн впроваджували політику і програми з підвищення енергоефективності. Сьогодні на промисловий сектор припадає майже 40% річного світового споживання первинних енергоресурсів і приблизно така ж частка світових викидів вуглекислого газу. Прийнято міжнародний стандарт ISO 50001, який регулює в тому числі енергоефективність.
Для прикладу, ізоляція будинку дозволяє використовувати менше енергії на опалення та охолодження для досягнення і підтримки затишної температури у будівлі. Встановлення світлодіодного освітлення, флуоресцентного освітлення або великих вікон, зменшує кількість енергії, потрібної для досягнення такого ж рівня освітленості, якщо порівняти зі звичними лампами розжарення. Покращення енергоефективності, як правило, досягається шляхом прийняття більш ефективної технології або виробничого процесу чи шляхом застосування загальноприйнятих способів для зменшення втрат енергії. Існує багато мотивів для підвищення енергоефективності. Зменшення споживання енергії знижує витрати на енергію і може призвести до заощадження коштів для споживачів, якщо енергозбереження врівноважує будь-які додаткові витрати на впровадження енергоефективних технологій. Зменшення споживання енергії також, розглядається як розв'язання питання скорочення викидів парникових газів. Згідно з даними Міжнародної енергетичної агенції, підвищення енергоефективності будівель, промислових процесів та транспорту, може скоротити енергетичні потреби світу до 2050 року, на третину і допомогти контролювати глобальні викиди парникових газів. Іншим важливим рішенням, є усунення субсидій на енергоносії, які забезпечують високі енерговитрати та неефективне використання енергії в більш ніж половині країн світу.
Енергоефективність та поновлювані джерела енергії, як стверджується, є двома боками стійкої енергетичної політики і є високими пріоритетами в розподілі сталого енергетичного сектору. У багатьох країнах енергоефективність також, має вигоду для національної безпеки, оскільки її може бути використано для зниження рівня імпорту енергії з іноземних країн, а ще — уповільнити темпи споживання енергії, за яких внутрішні енергетичні ресурси виснажуються.

### Європейський Союз
У загальному обсязі кінцевого споживання енергії в державах ЄС частка промисловості становить 28,8%, частка транспорту — 31%, сфери послуг — 47%. З урахуванням того, що близько 1/3 обсягу енергоспоживання витрачається на житловий сектор, у 2002 році була прийнята Директива Європейського Союзу за енергетичними показниками будівель, де визначалися обов'язкові стандарти енергоефективності будівель. Ці стандарти постійно переглядаються у бік посилення, та підштовхують до розробки нових технологій.
Сегментом, який найшвидше зростає, є освітлення— 22% всіх проєктів пов'язані із заміною освітлювального обладнання на енергоефективне і заходами з керування освітленням. Крім них застосовується управління котлами, підвищення їх ефективності та оптимізація їх режимів, впровадження ізоляційних матеріалів, фотогальваніка та ін.

### Україна
У Моніторингу на основі рекомендованих Міжнародним енергетичним агентством показників оцінено рівень енергоефективності в Україні в 2014 році склав 60% від рівня ЄС. Дві третини потенціалу енергозбереження припадає на промисловість і житловий сектор. За оцінками Світового Банку, енергоефективні заходи в секторі централізованого теплопостачання здатні зменшити рахунок українських домогосподарств за опалення на 40%. У цілому, потенціал енергоощадження (в сільському господарстві, промисловості, сфері послуг і будівництві, житловому секторі та трансформації на ТЕС) оцінюється в більш ніж 27 млн тонн нафтового еквівалента, що відповідає майже 30 млрд кубометрам природного газу. Україна має величезний потенціал енергоефективності – понад 10 млрд дол. США. Проте скорочення розриву з енергоефективності з країнами ЄС відбувається занадто повільно.

## Будівництвотабудівлі
У розвинених країнах на будівництво та експлуатацію витрачається близько половини всієї енергії, у країнах, що розвиваються — приблизно третина. Це пояснюється великою кількістю в розвинених країнах побутової техніки.
В Україні у 2017 році був прийнятий Закон про енергоефективність будівель [Архівовано 1 грудня 2017 у Wayback Machine.], який визначає правові, соціально-економічні та організаційні засади діяльності у сфері забезпечення енергетичної ефективності будівель і спрямований на зменшення споживання енергії у будівлях. Цей закон визначає основні засади державної політики України в цій сфері, а саме:  забезпечення належного рівня енергетичної ефективності будівель відповідно до технічних регламентів, національних стандартів, норм і правил; стимулювання зменшення споживання енергії у будівлях; забезпечення скорочення викидів парникових газів у атмосферу;  створення умов для залучення інвестицій з метою здійснення заходів із забезпечення (підвищення рівня) енергетичної ефективності будівель; забезпечення термомодернізації будівель, стимулювання використання відновлюваних джерел енергії; розроблення та реалізація національного плану щодо збільшення кількості будівель з близьким до нульового рівнем споживання енергії.

## Міжнародні програми енергоефективності
- 80 Plus — північноамериканська програма, яка сприяє розвитку комп'ютерних блоків живлення, що мають коефіцієнт корисної дії (ККД) не менше 80 %.
- Міжнародне партнерство зі співробітництва в галузі енергоефективності[en] (IPEEC) — http://www.ipeec.org [Архівовано 19 лютого 2015 у Wayback Machine.]
- Міжнародне енергетичне агентство (IEA) — Energy Efficiency: http://www.iea.org/efficiency/ [Архівовано 6 вересня 2015 у Wayback Machine.]
- Україна — Державне агентство енергоефективності та енергозбереження: http://saee.gov.ua/ [Архівовано 6 жовтня 2014 у Wayback Machine.]
- Австралія — The Ministerial Council on Energy (MCE): https://web.archive.org/web/20130515214845/http://www.ret.gov.au/energy/efficiency/Pages/EnergyEfficiency.aspx
- Бразилія — Ministry of Mines and Energy (MME): http://www.mme.gov.br/ [Архівовано 3 лютого 2015 у Wayback Machine.]
- Нова Зеландія — Energy Efficiency Conservation Authority: http://www.eeca.govt.nz/ [Архівовано 30 вересня 2014 у Wayback Machine.]
- Індія— Bureau of Energy Efficiency: http://www.beeindia.in/ [Архівовано 7 грудня 2012 у Wayback Machine.]
- Іран — Iran Energy Efficiency organozation (SABA): http://www.saba.org.ir/ [Архівовано 5 листопада 2015 у Wayback Machine.]
- Китай: China Energy Conservation Program National Energy Conservation Center of China (NECC) [Архівовано 16 грудня 2014 у Wayback Machine.]
- Японія— Energy Conservation Center Japan (ECCJ): http://www.eccj.or.jp/ [Архівовано 6 жовтня 2014 у Wayback Machine.]
- Південна Корея— Korean Management Corporation: http://www.kemco.or.kr/ [Архівовано 27 березня 2010 у Wayback Machine.]
- ПАР — Department Of Energy: http://www.energy.gov.za/ [Архівовано 6 червня 2014 у Wayback Machine.]
- США: «Energy Star» [Архівовано 6 грудня 2019 у Wayback Machine.] American Council for an Energy-Efficient Economy [Архівовано 30 вересня 2014 у Wayback Machine.]
- Канада— Office of Energy Efficiency (OEE): https://web.archive.org/web/20070310231135/http://oee.nrcan.gc.ca/
- Мексика — National Commission for Energy Conservation (CONAE): https://web.archive.org/web/20080524235737/http://www.conae.gob.mx/
- Європейський Союз: European Commission — Energy efficiency [Архівовано 18 квітня 2010 у Wayback Machine.] European Council for an Energy Efficient Economy [Архівовано 4 березня 2021 у Wayback Machine.]
- Велика Британія: https://web.archive.org/web/20100127092206/http://www.envirowise.gov.uk/ (орг.) http://www.energysavingtrust.org.uk/ [Архівовано 25 липня 2018 у Wayback Machine.] (перс.)
- Росія— Російське енергетичне агентство: http://rosenergo.gov.ru/ [Архівовано 24 вересня 2014 у Wayback Machine.]
- Білорусь— Департамент з енергоефективності: http://energoeffekt.gov.by/ [Архівовано 6 жовтня 2014 у Wayback Machine.]
- Казахстан — Комітет з державного енергетичного нагляду: https://web.archive.org/web/20140719015946/http://www.kgen.gov.kz/

## Пристрої
Енергоощадні та енергоефективні пристрої — це, зокрема, системи подачі тепла, вентиляції, електроенергії під час знаходження людини в приміщенні і котрі припиняють дану подачу в його відсутності. Бездротові сенсорні мережі можуть бути використані для контролю за ефективним використанням енергії.
Заходи з підвищення енергоефективності приймаються з вводом енергозберігальних ламп, лічильників багатотарифного обліку, методів автоматизації, із застосуванням архітектурних рішень.